# دیانا روسو
دیانا روسو (انگلیسی: Deanna Russo؛ زادهٔ ۱۷ اکتبر ۱۹۷۹) یک هنرپیشه، مانکن (فرد)، فیلم‌نامه‌نویس، و تهیه‌کننده اهل ایالات متحده آمریکا است. وی از سال ۲۰۰۱ میلادی تاکنون مشغول فعالیت بوده‌است.

## گزیده آثار

### سینما
- جیمی وست‌وود: قهرمان آمریکایی (۲۰۱۶)

### تلویزیون
- کمدی بنگ! بنگ! (۲۰۱۵)
- دو مرد و نصفی (۲۰۱۵–۲۰۱۴)
- انسان بودن (۲۰۱۴–۲۰۱۳)
- دختر سخن‌چین (۲۰۱۰–۲۰۰۹)
- یقه سفید (۲۰۰۹)
- سریال نایت رایدر (۲۰۰۸)
- تله‌فیلم نایت رایدر (۲۰۰۸)
- آشنایی با مادر (۲۰۰۷)
- ان‌سی‌آی‌اس (۲۰۰۷)
- سی‌اس‌آی: نیویورک (۲۰۰۶)
- سی‌اس‌آی (۲۰۰۵)
- افسون‌شده (۲۰۰۳)